# ليونا غام
ليونا غام (بالإنجليزية: Leona Gom)‏ (1946، ألبرتا في كندا)؛ كاتِبة ومؤلِّفة، أستاذة جامعية، شاعرة وروائية كندية. درست في جامعة ألبرتا.